# Ленинский укрупнённый сельский район
Ленинский укрупнённый сельский район — административно-территориальная единица в составе Московской области РСФСР в 1963—1965 годах. Центром был город Подольск.
В конце 1962 года в Московской области было реорганизовано административно-территориальное деление. Это было вызвано разделением органов управления страной по производственному принципу — на промышленные и сельские. Ленинский укрупнённый сельский район стал одним из 12 укрупнённых сельских районов, образованных в новых границах вместо 34 упразднённых районов Московской области.
Район был образован в соответствии с объединённым решением исполнительных комитетов промышленного и сельского областных Советов от 30 декабря 1962 года и утверждён указом Президиума Верховного совета РСФСР от 1 февраля 1963 года, а его состав и административно-территориальное деление определены объединённым решением промышленного и сельского исполкомов области от 27 апреля 1963 года.
В состав района вошли территории 54 сельских советов трёх упразднённых районов — Подольского, Серпуховского и Ульяновского. Административным центром стал город Подольск. Проблема наличия двух Михайловских сельсоветов была решена переименованием одного из них, прежде относившегося к Подольскому району, в Михайлово-Ярцевский.
Таким образом, в Ленинский укрупнённый сельский район были включены:
- Антроповский, Брянцевский, Вельяминовский, Вороновский, Десеновский, Кленовский, Колычевский, Константиновский, Краснопахорский, Краснопутский, Кутьинский, Лаговский, Лобановский, Любучанский, Мещерский, Михайлово-Ярцевский, Молодинский, Одинцовский, Растуновский, Роговский, Рязановский, Стрелковский, Сынковский, Троицкий, Угрюмовский и Ямской сельсоветы из Подольского района;
- Арнеевский, Балковский, Баранцевский, Булычевский, Бутурлинский, Васильевский, Глазовский, Калиновский, Коргашинский, Кудаевский, Кулаковский, Липицкий, Лукьяновский, Нефедовский, Новоселковский, Съяновский, Стремиловский, Туровский, Ходаевский, Чепелевский и Шараповский сельсоветы из Серпуховского района;
- Булатниковский, Володарский, Горкинский, Картинский, Михайловский, Молоковский и Сосенский сельсоветы из Ульяновского района.

Из состава образованного района было выведено селение Пущино Балковского сельсовета, отнесённое к категории рабочих посёлков, которому были переданы селения Митинка и Харино того же сельсовета и территории строительства объектов Академии наук СССР. Населённые пункты Беляево и Федчищево Кутьинского сельсовета вошли в черту города Подольска. Из Горкинского сельсовета Колычевскому переданы селение Мещерино и территория санатория № 17, а из Лобановского сельсовета Вельяминовскому — селение Кузьмино.
14 января 1964 года населённые пункты Кузьминское Лобановского сельсовета и Акулино Одинцовского сельсовета переданы Растуновскому сельсовету. 30 июня того же года деревня Кузенево Троицкого сельсовета передана Краснопахорскому сельсовету, а Сосенскому сельсовету возвращены деревни Лаптево и Расторопово Десеновского сельсовета.
В конце 1964 года разделение органов управления по производственному принципу было признано нецелесообразным и указом Президиума Верховного совета РСФСР от 21 ноября и исполняющим его решением Мособлисполкома от 11 января 1965 года все укрупнённые сельские районы Московской области были упразднены и восстановлены обычные районы, в частности Подольский, Серпуховский, Чеховский и вновь образованный Ленинский на территории Ленинского укрупнённого сельского района, при этом сельсоветы были распределены следующим образом:
- в Подольский район перешли Брянцевский, Вельяминовский, Вороновский, Кленовский, Колычевский, Константиновский, Краснопахорский, Краснопутский, Кутьинский, Лаговский, Лобановский, Михайлово-Ярцевский, Одинцовский, Растуновский, Рязановский, Стрелковский, Сынковский, Троицкий, Угрюмовский и Ямской сельсоветы;
- в Серпуховский район — Арнеевский, Балковский, Бутурлинский, Васильевский, Глазовский, Калиновский, Коргашинский, Липицкий, Лукьяновский, Нефедовский, Съяновский и Туровский сельсоветы;
- в Чеховский район — Антроповский, Баранцевский, Булычевский, Кудаевский, Кулаковский, Любучанский, Мещерский, Молодинский, Новоселковский, Роговский, Стремиловский, Ходаевский, Чепелевский и Шараповский сельсоветы;
- в Ленинский район — Булатниковский, Володарский, Горкинский, Десеновский, Картинский, Михайловский, Молоковский и Сосенский сельсоветы.